# Halušky
Les halušky (polonais : hałuski, ukrainien : галушки́), sont un des mets slovaques les plus connus. Souvent comparés aux gnocchis, ils appartiennent à la culture slovaque,,, spécifiquement aux régions de Liptov, Orava et des environs. C’est un plat national dont la préparation est simple et rapide.

## Étymologie
Halušky vient du polonais gałuszka (petits boutons). La prononciation hongroise conserve l'original polonais, mais les Slovaques ont déformé le mot pour mieux l'adapter à la langue slovaque.

## Composition
Les ingrédients principaux sont de la pomme de terre mixée, de la farine et accessoirement des œufs. On utilise ces ingrédients (pomme de terre mixée et farine sont suffisantes) pour former une pâte relativement liquide (consistance d'un yoghourt). Puis cette pâte est passée à travers un plateau percé de nombreux trous d'environ un centimètre de diamètre, au-dessus d'une casserole d'eau bouillante. La pâte tombe sous forme de grosses gouttes qui durcissent au contact de l'eau bouillante pour former les halušky.
Il existe beaucoup de recettes différentes pour préparer ce mets. On peut le préparer avec du chou, du pavot, ou de la confiture. Le plus souvent, les ingrédients sont mélangés, une fois cuits et égouttés, avec de la bryndza, un fromage de brebis. Les halušky peuvent être accompagnés de lard frit et d'herbes fraîches. La boisson typique pour les accompagner est un lait acidulé.
En Pologne, dans la région des Tatras (frontalière avec la Slovaquie), les halušky sont aussi un plat traditionnel.
Un proverbe slovaque dit : « Tu dois encore manger beaucoup de halušky jusqu’à… » Citation qui est utilisée pour signifier à quelqu'un qu'il est encore jeune et qu'il lui reste beaucoup à apprendre[réf. nécessaire].